# Return to Sleepaway Camp
Return to Sleepaway Camp (conocida también como Nightmare Vacation V y Sleepaway Camp V: The Return) es una película estadounidense de comedia y terror de 2008: quinta entrega en la serie Sleepaway, se trata de un reboot que ignora lo sucedido en las entregas anteriores. Escrita y dirigida por Robert Hiltzik, fue lanzada directamente a vídeo.

## Argumento
Varios muchachos se encuentran en sus cabañas prendiendo flatulencias. Después de que Alan (Michael Gibney) coja el encendedor e intente encender la suya, mancha su ropa interior. Avergonzado, amenaza a Eddie (Miles Thompson), Mark (Tommy John Riccardo), Billy (Dino Roscigno) y Pee Pee (Paul Iacono), pero de pronto es detenido por el consejero del campamento, Randy (Brye Cooper), que se enfada mucho con él. Al día siguiente en la cena, Alan se mete en una confrontación violenta con Randy después de que él se queje de la comida. Ronnie (Paul DeAngelo) permite a Alan ir a la cocina a buscar algo para comer a fin de no exacerbarse, pero Alan vuelve a meterse en problemas, esta vez con el cocinero Mickey (Lenny Venito), quien le lanza huevos. Entonces Alan le lanza un cuchillo de carnicero a Mickey y el dueño del campamento, Frank (Vincent Pastore), al ver lo que hacía, regaña a Alan. Alan, que sufre trastorno bipolar (o posiblemente autismo), huye al sentirse rechazado, con su hermanastro Michael (Michael Werner) yendo detrás de él. Michael trata de traerlo de vuelta, pero Alan se niega y amenaza a Michael con un cuchillo, por lo que Michael regresa él solo al campamento. En la cocina, Mickey es asesinado por alguien a quien no se ve, que le mete la cabeza en la freidora y su cuerpo es arrojado en el compactador de basura.
Durante la noche social, Alan es engañado por Terry "Weed" (Adam Wylie) y Stan (Chaz Brewer), que le hacen fumar estiércol seco de vaca en vez de marihuana, lo que le hace toser y caer en la entrepierna de Stan, por lo que se gana el apodo de Alan "mamada". Más tarde esa noche, Weed y Stan están fumando marihuana con dos chicas por el lago. Stan y las chicas se dirigen al interior, mientras que Weed se desmaya. El asesino vestido de negro ata a Weed a su silla y le chorrea gasolina por su garganta. Entonces introduce un cigarrillo en la boca y lo enciende, explotando. Ronnie empieza a sospechar que los asesinatos que ocurrieron veinticinco años atrás están sucediendo de nuevo.
Ronnie sospecha que el consejero Petey (Kate Simses) es el asesino por estar en todas partes cuando Alan se encuentra en problemas. De repente, TC y otras nueve personas comienzan a llamar Alan "mamada", lo que origina que se sienta frustrado y se marche. Después de regresar a su camarote, Frank es golpeado con un martillo quedando inconsciente. Al despertar encuentra su cabeza introducida en una jaula de pájaros. El asesino abre la jaula y coloca dos ratas dentro y lo cierra. Las ratas comen a través de la cabeza hasta sus los intestinos, causándole la muerte. Mientras tanto, Randy y Linda (Jackie Tohn) llegan hasta la estación de bombeo para tener sexo. Mientras Randy está orinando, una persona lo ata a un árbol y envuelve un lazo de pescar alrededor de su pene. De repente, Linda  entra en pánico después de escuchar a Randy intentar aplacar al asesino (que él piensa que es Alan). Linda huyeen el jeep, pero el hilo de pescar está atado al jeep, arrancándole el pene a Randy y matándolo. Linda sigue manejando, pero se estrella después de conducir a través de una línea de alambres de púas, que se envuelve alrededor de su rostro, matándola.
T.C. está mirando una revista porno a solas en su camarote después de haber sido castigado. Spaz vuelve de robar ropa interior cuando es testigo de cómo una lanza de madera sale del suelo y empala el ojo de T.C.. Mientras tanto, Jenny (Jamie Radow) y Ronnie encuentran a Frank muerto en su oficina. Comienzan a reunir a todo el mundo que queda en el campamento, ya que Ronnie cree que Angela ha vuelto y ha reanudado los asesinatos. Bella (Shahida McIntash) vuelve a su cabaña siendo aplastada por una litera de púas en su camarote. Karen encuentra el cuerpo aplastado de Bella y cree  que Alan, quien se encontraba junto a ella, es el responsable, así que huye hacia el bosque y después de encontrar de los cadáveres de Linda y Randy, se topa con el asesino y se desmaya.
Karen se despierta en la sala de recreo con una cuerda atada alrededor de su cuello que cuelga de un aro de baloncesto. El asesino acciona un interruptor para elevar la red, haciendo que Karen se levante del suelo. Michael llega antes de que Karen sea asesinada, provocando que el asesino se escurra, bajando la red. Después que Karen le dice que ella piensa que Alan es el asesino, Michael agarra un mazo y va tras Alan, golpeándolo salvajemente, hasta que de pronto aparece el asesino detrás de Michael.
Ronnie, Ricky y Jenny encuentran a Alan gravemente herido, pero aún con vida en el suelo. Cuando Ronnie le pregunta quién es el responsable de sus lesiones, el Sheriff Jerry aparece detrás de Ronnie y Ricky, explicando a través de su caja de voz mecánica que los niños nunca aprenden y siempre son malos, y diciendo: "He esperado mucho tiempo para esto. Hace mucho tiempo". Descubren a Michael cerca que ha sido despellejado vivo. Jenny huye asustada. Jerry se quita su sombrero, gafas, y maquillaje, revelándose que es Angela Baker disfrazada. Ella se ríe como un maníaco. De repente deja de reír y mira a la cámara con una expresión feroz en su rostro.
Después de los créditos finales, se muestra una escena que tiene lugar tres semanas antes de los acontecimientos de la película. Se muestra que Angela se había escapado de la clínica psiquiátrica donde había estado encerrada veinte años. Después de algún modo adquiere de un auto, Ella finge tener problemas con el coche así que pide ayuda al sheriff Pete (Carlo Vogel), el verdadero sheriff. Ella lo asesina al dejar caer el coche en su cabeza y, presumiblemente, le roba la ropa para convertirse en el nuevo sheriff.

## Reparto
- Vincent Pastore como Frank.
- Jackie Tohn como Linda.
- Erin Broderick como Karen.
- Jonathan Tiersten como Ricky Thomas.
- Issac Hayes como Charlie el cocinero.
- Lenny Venito como Mickey.
- Michael Gibney como Alan.
- Paul DeAngelo como Ronnie.
- Kate Simses como Petey.
- Brye Cooper como Randy.
- Christopher Shand como T.C.
- Shahidah McIntosh como Bella.
- Jamie Radow como Jenny.
- Paul Iacono como Pee Pee.
- Ashley Carin como Alex.
- Samantha Hahn como Marie.
- Lauren Toub como Joanie.
- Miles Thompson como Eddie.
- Stefani Milanese como Tammy.
- Mary Elizabeth King como Sue Meyers.
- Judy Unger como Ellen.
- Jenny Cole como Jess Lanmer.
- Felissa Rose como Angela Baker/ el agente Jerry.
- Christopher Thomas como Artie.
- Andy Fiscus como Jerry The Bee Keeper.

Las tres hijas de Hiltzik interpretaron un pequeño papel en la película, y también aparecen acreditadas en los créditos finales.
- Samantha Hiltzik como Carly.
- Emily Hiltzik como Tracey.
- Lindsay Hiltzik como Toby.

## Producción
Return to Sleepaway Camp se acabó de rodar en 2003 y estaba programado para se lanzara en los cines entre 2004 y 2006, pero debido a que los efectos CGI no resultaron tan satisfactorios y a la falta de acuerdos de distribución, la película no fue lanzada hasta noviembre de 2008. El productor ejecutivo de la película, Tom van Dell, afirmó que la mayor parte del trabajo de corrección de los CGI se había completado en diciembre de 2006, pero el director, Robert Hiltzik sentía que necesitaba trabajar más para satisfacer sus expectativas.